# Bom Jardim de Minas
Bom Jardim de Minas là một đô thị thuộc bang Minas Gerais, Brasil. Đô thị này có diện tích 395,289 km², dân số năm 2007 là 6481 người, mật độ 17,6 người/km².